# John H. Hager
John Henry Hager (sinh 28 tháng 8 năm 1936 tại Durham, North Carolina - 23 tháng 8 năm 2020) là một chính trị gia người Mỹ từng là Chủ tịch Đảng Cộng hòa Virginia từ tháng 7 năm 2007 cho đến tháng 5 năm 2008. Ông cũng từng là Phó Thống Đốc Virginia thứ 37 từ 1998-2002, và là một trợ lý thư ký trong Bộ Giáo dục Hoa Kỳ từ 2004 đến 2007. Ông bị bệnh bại liệt từ năm 1973 nên phải ngồi xe lăn để đi lại. Ông là cha của Henry Chase Hager, chồng của Jenna Bush tức ông là xui gia với cựu Tổng thống Hoa Kỳ George W. Bush.